# 锉笋螺
锉笋螺（学名：Terebra torguata），是新腹足目笋螺科笋螺属的一种。主要分布于中国大陆，常栖息在潮下带。